# Harald Bürck
Harald Bürck (* 23. März 1938 in Pinneberg; † 21. Dezember 2015 in Kassel) war ein deutscher Jurist und Richter am Bundessozialgericht.

## Leben
Harald Bürck studierte Rechtswissenschaft in Hamburg, Freiburg und Kiel; er legte das zweite juristische Staatsexamen im Jahr 1966 ab. Eine Tätigkeit als wissenschaftlicher Mitarbeiter in Kiel schloss sich an (Promotion: 1968; Habilitation: 1975). 
Seit 1975 war er Richter am Sozialgericht Kiel. 1980 wurde er zum Richter am Schleswig-Holsteinischen Landessozialgericht ernannt, 1992 ebenda zum Vorsitzenden Richter. 
Im Juli 1992 wurde Bürck Richter am Bundessozialgericht, wo er dem 11. Senat angehörte (Arbeitslosenversicherung und übrige Aufgaben der damaligen Bundesanstalt für Arbeit). Seit 1997 war Bürck dem 9. Senat (Kriegsopfer- und Soldatenversorgung; Schwerbehindertenrecht), seit März 2001 außerdem dem 10. Senat (Sozialversicherung der Landwirte, Bundeserziehungsgeldgesetz) zugewiesen. Im November 2002 wurde er zum stellvertretenden Vorsitzenden des 10. Senats ernannt. Mit Ablauf des März 2003 ging Harald Bürck in den Ruhestand.
Neben seiner Tätigkeit beim Bundessozialgericht lehrte Bürck an der Universität Kiel Zivilrecht und Sozialversicherungsrecht, seit 1985 als außerplanmäßiger Professor.

## Schriften (Auswahl)
- Harald Bürck: Selbstorganschaft oder Drittorganschaft in OHG und KG? Univ., Diss., Kiel 1968.
- Harald Bürck: Richterliche Rechtsfindung durch Computer? Ein methodologisches Problem. Univ., Habil.-Schr., Kiel 1974 (gemäß Eintrag im GBV-Katalog als Manuskript gedruckt).
- Harald Bürck: Zur revisionsgerichtlichen Überprüfung der Auslegung von Erklärungen durch die Instanzgerichte. In: Wolfgang Gitter (Hrsg.): Festschrift für Otto Ernst Krasney zum 65. Geburtstag. Am 16. Dezember 1997. Beck, München 1997, ISBN 978-3-406-42995-8, S. 39–56.
- Harald Bürck: § 2 Abs. 2 SGB I in der Rechtsprechung des Bundessozialgerichts. In: Matthias von Wulffen, Otto Ernst Krasney (Hrsg.): Festschrift 50 Jahre Bundessozialgericht. Heymann, Köln, Berlin, München 2004, ISBN 978-3-452-25516-7, S. 139–150.